# John Nash (pittore)

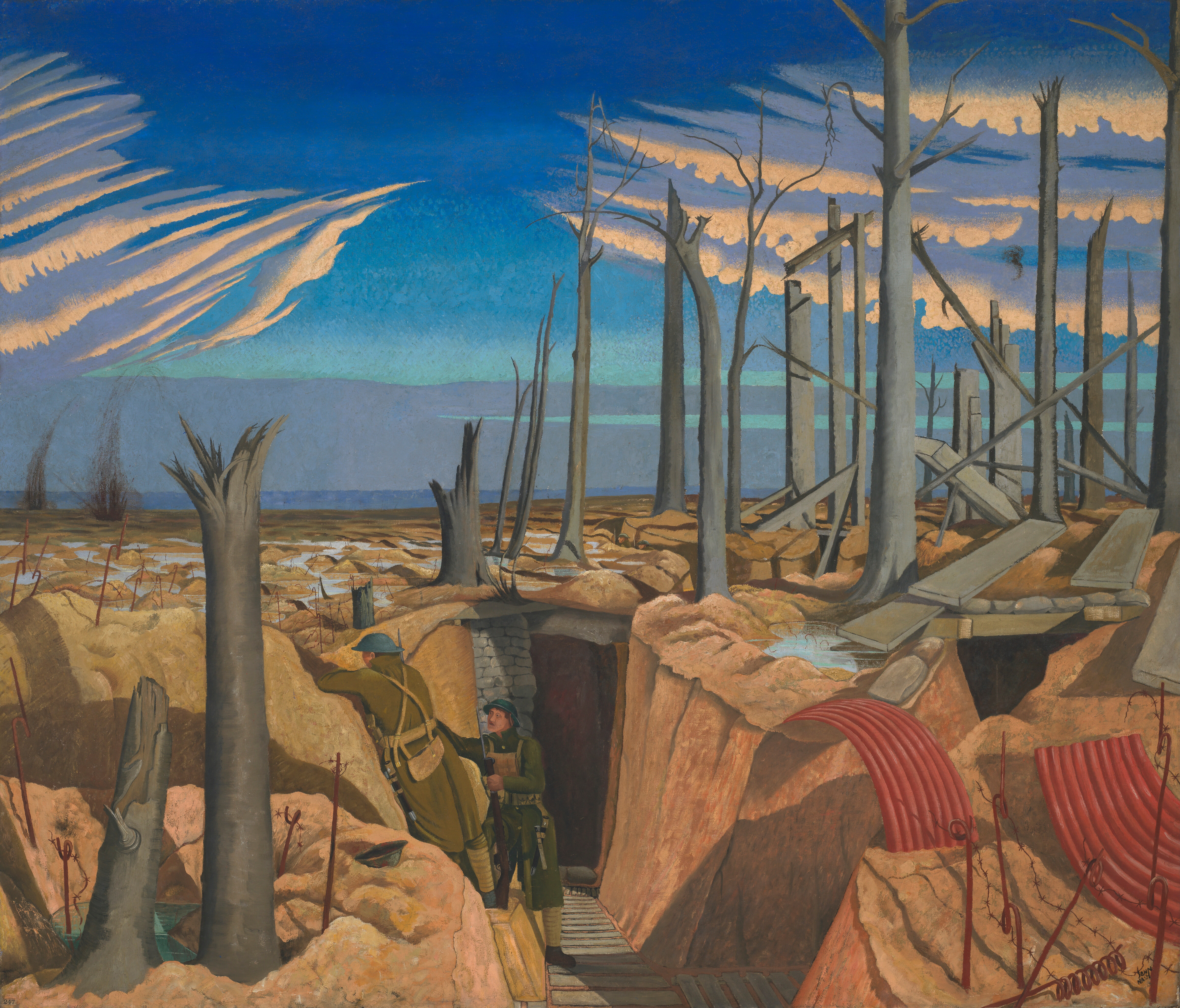
Oppy Wood

John Northcote Nash (Londra, 11 aprile 1893 – Colchester, 23 settembre 1977) è stato un pittore britannico.

## Biografia
Già illustratore di guerra durante la prima guerra mondiale e fratello di Paul Nash, fu grande illustratore di opere letterarie. Il suo lavoro più pregiato è forse l'illustrazione delle Elegie di Publio Ovidio Nasone (1925).